# الله‌وردی خان
الله‌وردی خان اونْدیلادْزِه (به گرجی: ალავერდი ხანი უნდილაძე) معروف به الاوردی خان گرجی سپه‌سالار و فرمانده کل ارتش صفوی و حاکم ایالت فارس در دوران شاهنشاهی صفوی، بانی سی‌وسه‌پل اصفهان و مدرسه خان شیراز و پدر امام‌قلی‌خان و داود خان است.
الله‌وردی خان از مهاجرین اجباری گرجی بود که در زمان شاه تهماسب از گرجستان به ایران تبعید شد، به عنوان غلام وارد دربار صفوی شد و پس از مسلمان شدن، در زمان شاه عباس اول به آن مقام رسید و اقدامات فراوانی برای اعتلای فرهنگ و تمدن ایران انجام داد.
او در سال ۱۵۹۸/ ۷–۱۰۰۶ به فرماندهی کل نیروهای مسلح صفوی برگزیده شد و این سمت را تا هنگام مرگش در ۱۶۱۳/ ۱۰۲۲ حفظ کرد.
الله‌وردی خان را در مشهد به وصیت خودش در جوار مقبرهٔ علی بن موسی الرضا در رواق الله‌وردی خان و زیر گنبد الله‌وردی خان (که به دستور خودش ساخته شده بود) به خاک سپردند.

## زندگی
به استناد منابعی همچون دانشنامهٔ ایرانیکا و کتاب «ایران عصر صفوی» نوشتهٔ راجر سیوری، الله‌وردی خان گرجی بوده اما پیترو دلاواله در سفرنامه خود از او با عبارت عیسوی ارمنی نژاد سخن به میان آورده است.
الله‌وردی خان از خاندان فئودالی گرجی اوندیلادزه می‌باشد. نام خاندان فئودالی اوندیلادزه در فرامین و اسناد تاریخی گرجی مربوط به قرن سیزدهم میلادی، که یکی از ایشان سمت حاجب دربار داشت آمده است. همچنین در قرن پانزدهم میلادی به خاطر نقش مهم در مبارزات داخلی گرجستان ذکر شده است.
نام وی «آلاوردی» کاملاً گرجی می‌باشد، به دو دلیل می‌توان این مطلب را اثبات نمود، یکی این که این نام در منابع و متون تاریخی ایران پیش از وی مشاهده نشده است و دوم اینکه ناحیه‌ای بدین نام و کلیسایی بدین نام (صومعه آلاوردی) در کاختی گرجستان وجود دارد، که نام او از آن گرفته شده است.
کلمه ალავერდი (آلاوِردی) در زبان گرجی به کسی گفته می‌شود که در مراسم «سوپرا» در فرهنگ گرجی، توسط «تامادا» انتخاب می‌شود تا پس از او صحبت کند.
در یکی از لشکرکشی‌های چهارگانهٔ شاه طهماسب به گرجستان (به احتمال فراوان لشکرکشی چهارم) الله وردی خان به عنوان اسیر به ایران آورده شد. او در جوانی در برابر سی سکهٔ زر به فروش رسید و پس از اینکه چندین بار در معرض خرید و فروش واقع شد، به خاطر شایستگی و درستی به دربار شاه طهماسب صفوی راه یافت.
نخستین بار از وی توسط اسکندربیک منشی سخن به میان می‌آید. هنگامی که شاه عباس تصمیم به قتل مرشد قلی خان استاجلو که وکیل وی بود گرفت، عالم آرا از او به عنوان الله وردی بیک زرگرباشی نام می‌برد. شاه عباس توسط سرداران نزدیک خود همچون امت بیک قراسارلو، قراحسن چاوشلو، محمدبیک، میرزا محمد و الله وردی بیک نقشهٔ قتل مرشدقلی خان استاجلو را که کوشش بر تسلط بی‌اندازه بر شاه داشت اجرا نمود. پس از اجرای نقشهٔ قتل، همان شب عاملین قتل به مقامات بالایی رسیدند. از جمله «الله وردی بیک زرگرباشی به رتبهٔ امارت سرفراز گشته لقب سلطانی یافت و الکای جرپادقان (ناحیهٔ گلپایگان) و محولات با و شفقت شد» دیگران نیز به مقامات بالایی رسیدند.
با توجه به این که قتل مرشدقلی خان استاجلو در سال دوم جلوس شاه عباس (۹۹۷ ق) به روی داده و برای نخستین بار از الله وردی با منصب زرگر باشی یادشده است و محتمل است در هنگام سلطنت محمد خدابنده بدین منصب رسیده باشد.
از این زمان به بعد الله وردی بیک مدارج ترقی را شتابان طی کرد. در سال ۱۰۰۱ قمری، وی در دو مأموریت هم شرکت جست:
1. دفع فتنهٔ شاه وردی خان حاکم قراچه داغ
2. تسخیر نیشابور

در هر دو مأموریت مؤلف عالم آرای عباسی از وی با عنوان «الله وردی خان» یاد کرده است و از وی با لقب قوللر آقاسی (فرماندهٔ غلامان شاهی) ذکری به میان نیامده است، اما فحوای سخن که چنین است: «الله وردی خان را با فوجی از غلامان فرستادند» برمی آید که اگر او تا این سال رسماً منصب قوللر آقاسی نیز نیافته باد از همین رو عملاً در رأس سپاه غلامان شاهی بوده است.
با توجه به اینکه حکومت ناحیهٔ گلپایگان به کسی داده می‌شده است که منصب قوللر آقاسی را نیز دارا بود، و ایالت این ناحیه در سال ۹۹۷ قمری به الله وردی خان داده شده، می‌توان برداشت نمود که در این سال‌ها وی مقام قوللر آقاسی را داشته است. الله وردی خان هنگام انتصاب این مقام به اعطای طبل و لقب خانی مفتخر شد. قوللرآقاسی که لقب رکن الدوله داشت بعد از قورچی باشی (فرمانده گارد قزلباش) از مهم‌ترین مقامات دولتی بود و تمام امور مربوط به غلامان به صوابدید و اجازهٔ او انجام می‌گرفت.
تا سال ۱۰۰۳ قمری، الله وردی خان گرجی یکی از نیرومندترین افراد کشور صفوی شده بود. دو سال بعد فرهادخان قرامانلو که راهنمایی‌های نادرست او باعث کشته شدن جمعی از مردم سبزوار شده بود، از حکومت فارس معزول گشت و شاه یکی از شایسته‌ترین خدمتگزاران خود یعنی الله وردی خان را که منصب قوللر آقاسی نیز داشت به حکومت فارس منصوب نمود «و حکومت ولایت فارس در کل به الله وردی خان قوللر آقاسی مفوض و مرجوع گشته رتق و فتق معاملات دیوانی فارس به عهدهٔ اهتمام مشارٌ‌الیه قرار یافت و مقرر شد که هر ساله سیصد نفر از غلامان خاصهٔ شریفه همراه به فارس برده به خدمات جزو هر ولایتی از ولایات مأمور سازد»
در سال ۱۰۰۵ به خاطر سرکشی طایفهٔ افشار کوه کیلویه به ویژه اراشلو و کندورلو شاه عباس حکومت کهگیلویه را نیز به الله وردی خان مفوض گردانید و تنبیه و تأدیب متمردان را به عهدهٔ وی گذاشت.
شاه عباس در پی اصلاحات نظامی خود مقام تازه صدرلشکر را ایجاد کرد. الله وردی خان که شایستگی و کاردانی خود را در دفع و رفع آشوبگران و وفاداری به شاه ثابت کرده بود در سال ۱۰۰۶، نخستین فردی بود که بدین مقام رسید. با انتصاب وی به مقام سپه سالاری ایران، نیروی او به اوج خود رسید. وی نخستین نمایندهٔ اشرافیت جدید غلامان در ایران شد.
الله وردی خان اقدامات نظامی و فرهنگی و عمرانی فراوانی جهت اعتلای دولت صفوی انجام داد. بی شک می‌توان گفت خدماتی که این گرجی برای آواره کنندگانش انجام داد، هیچ امیر ایرانی در دورهٔ صفویه انجام نداده است. با رشادت وی لار، بحرین و گمبرون فتح شد. در لشکرکشی‌های شاه عباس علیه عثمانیان وی دست راست شاه صفوی بود و اگر امروز حکمت متعالیه و فلسفهٔ ملاصدرا مایهٔ فخر شیعیان است، از قبل فرهنگ دوستی وی می‌باشد. پل زیبای سی و سه پل در اصفهان که «شاهکار هنر معماری و بسی با شکوه» و «یکی از بهترین آثار معماری کشور» می‌باشد، به دستور و هزینهٔ وی ساخته شد. خاندان اوندیلادزه قدر آزاداندیشی و گوهر آزادی را به خوبی درک می‌کردند.
«شاه عباس الله وردی خان را از همهٔ سرداران بزرگ ایران عزیزتر و محترم تر می‌داشت و چون پیر بود همیشه او را پدر خطاب می‌کرد. هیچ‌یک از سرداران با او در مقام و مرتبت برابر نبود. او با سی هزار سوار مجهز و جنگ آزموده‌ای که در اختیار داشت بر تمام ولایات جنوبی ایران و سواحل و جزایر خلیج فارس حکمران بود. شاه عباس در جنگ‌های بزرگی که با دولت عثمانی می‌کرد بیشتر به قدرت نظامی او متکی بود». وی «در اصابت رأی و حسن تدبیر سرآمد عقلاء زمان و در دلیری و تهور و دلاوری مسلم اکفاء و اقران بود».

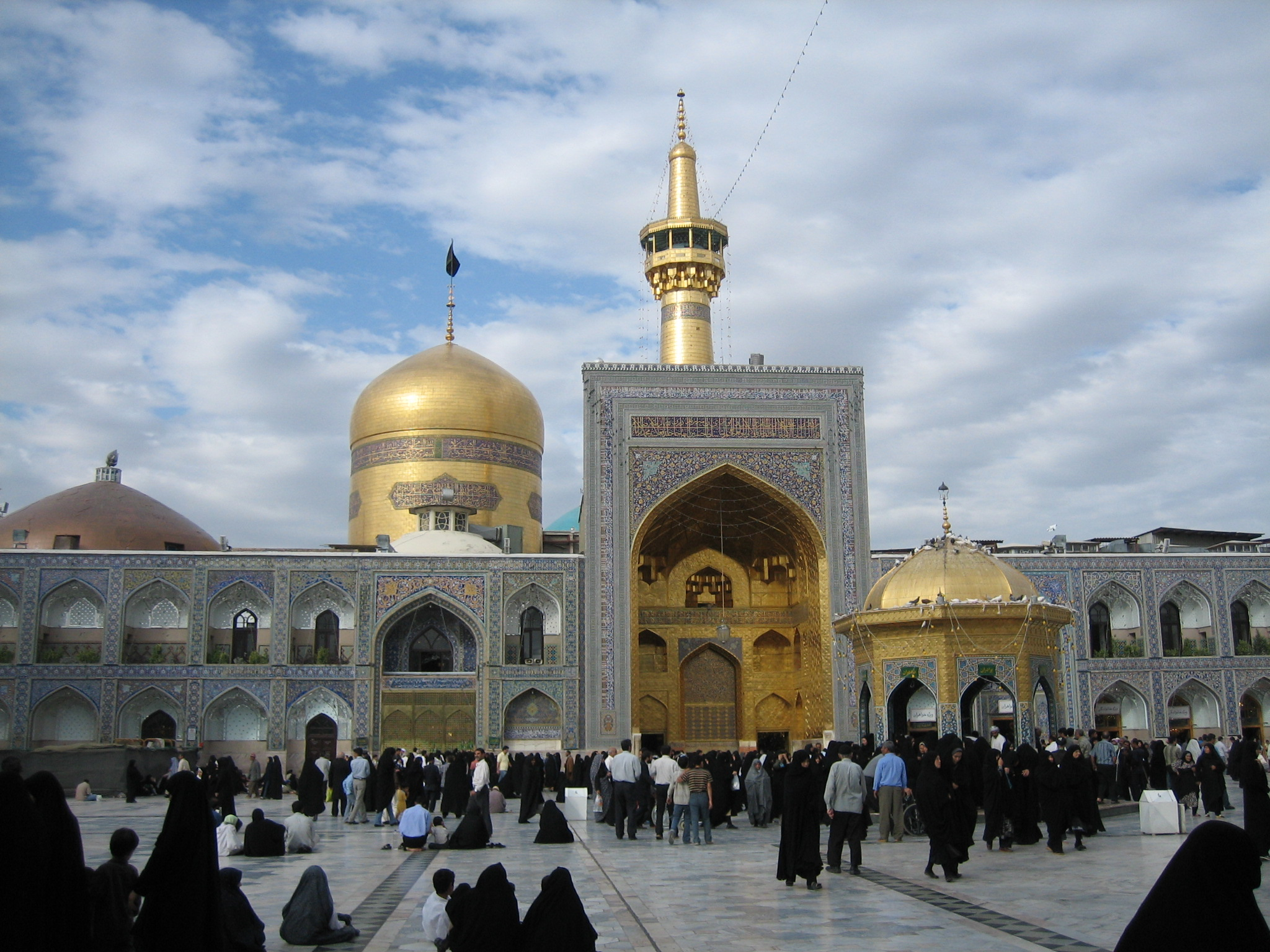
گنبد الله‌وردی خان (گنبد مسی)

الله وردی خان پس از یک عمر خدمت به ایران، در روز دوشنبه، ۱۴ ربیع‌الثانی ۱۰۲۲ هجری قمری (برابر ۱۳ خرداد ۹۹۲ هجری خورشیدی) درگذشت و او را در مقبره‌ای که به دستور خودش برایش در مشهد ساخته بودند به خاک سپردند. شاه با تمام امرا و اعیان در تشییع جنازهٔ وی شرکت کردند و دستور داد برای کفن و دفنش ۱۵۰ تومان از خزانهٔ شاهی بپردازند. پس از مرگ وی شاه عباس، پسرش امام قلی خان را جانشین وی نمود و پسر دیگرش داود خان را به امیرالامرایی قراباغ و ریاست ایل قاجار منصوب نمود. ملامیرزا مهابادی شهری در رثای مرگ او سروده است:
| نواب خاقان ز گلشن خانی چو رفت    |  | حشرش به مصطفای معلی جناب باد   |
| خان را آجل ز مرکب حشمت پیاده کرد |  | تا حشر پای دولت شه در رکاب باد |
| تاریخ فوت او طلبید ز عقل گفت     |  | یا رب بقای عمر شاه کامیاب باد  |

علی رضاقلی در مورد مرگ وی می‌نویسد «بدین ترتیب مردی فرهنگ دوست، صدیق، وفادار و دلیر روی در نقاب خاک کشید، ولی به لطف تربیت صحیح وی پسرش امام قلی خان راه وی را فعالانه ادامه داد، گرچه سفاکی و حماقت شاه صفی در عوض پاداش دادن وی و تکریمش باعث خاموش شدن چراغ تابان این خاندان شد.»

## اقدامات عمرانی و فرهنگی

### بنای پل الله‌وردی خان در اصفهان
دوران سلطنت شاه عباس یکم به خاطر اقدامات وی و داشتن سرداران و فرمانروایان شایسته، دوران اوج بالندگی هنر، فرهنگ، معماری و بازرگانی ایران می‌باشد. الله وردی خان نیز در این این امر سهم به سزایی داشت. وی در آبادانی اصفهان با ساختن سی‌وسه‌پل بر روی زاینده رود، نقش ایفا نمود و عمل بزرگ وی یکی از عوامل ایجاد ضرب‌المثل اصفهان نصف جهان گردید.
سرپرسی سایکس این پل از پل‌های درجه اول عالم، شاردن آن را شاهکار معماری و شگفت آفرین و دن گارسیا آن را از بهترین آثار معماری ایران می‌دانند. و به قول لرد کرزن «انسان هیچ انتظار ندارد برای دیدن آنچه که روی هم رفته می‌توان آن را باشکوه‌ترین پل دنیا نامید، ناچار از مسافرت به ایران باشد». دن گارسیا در این باره می‌نویسد: «این پل نیز از بناهای الله وردی خان است و با اینکه دشمنان و حاسدانش می‌گویند این بنا با پول ساخته شده است، نمی‌توانند انکار کنند که بانی شخص اوست. اما باور عموم مردم که حقیقت نیز همان است، این است که الله وردی خان پل را به خرج خود ساخته است». این پل که هم‌اکنون هر روزه سیاحان ایرانی و خارجی از آن دیدن می‌کنند به سی و سه پل به خاطر تعداد دهانه‌های آن شهرت دارد.

### بنای مدرسهٔ خان در شیراز و حمایت و مساعدت ملاصدرا

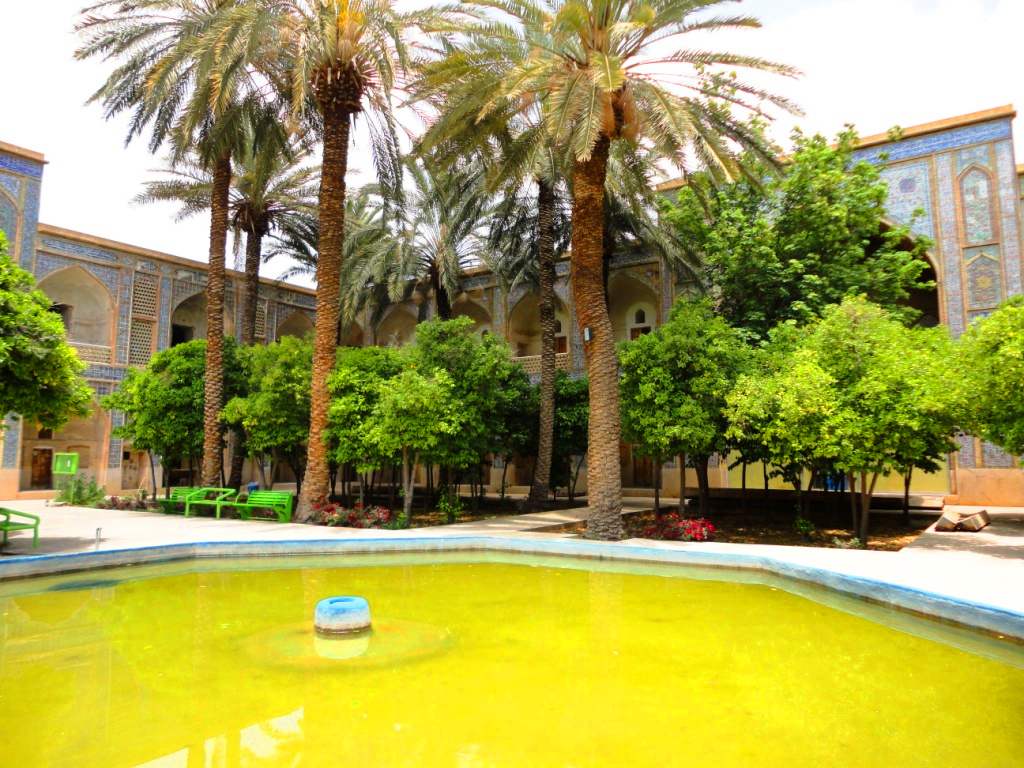
حیاط مدرسه خان

مدرسه خان از مدارس بزرگ و معروف و قدیمی شیراز است که در زمان الله وردی خان آغاز و در زمان پسرش امام قلی خان پایان پذیرفت. این مدرسه هنگام آبادانی یکصد حجره برای اقامت یکصد طلبه داشته است و چهار طرف آن چهار باغ برای تفریح طلاب بوده است. الله وردی خان که از سال ۱۰۰۴ تا ۱۰۲۲ حاکم فارس بود، مردی آزاداندیش بود و روحیهٔ این سردار آزاده با انزواء و حبس افکار آزاداندیش و الهی سازگار نبود. به همین خاطر وی ملاصدرا را که توسط علمای اصفهان تکفیر و در کهک قم تبعید شده بود به شیراز دعوت کرد. او نامه‌ای بدین مضمون به ملاصدرا نوشت: «من نمی‌توانم به کهک بیایم تا بتوانم از محضر درس شما استفاده کنم و به همین جهت در شیراز بنای مدرسه‌ای را برای شما شروع کرده‌ام و همین که تمام شد اطلاع می‌دهم که بیایید و در این مدرسه تدریس کنید».
الله وردی خان مدرسه را با هزینهٔ خود ساخت و پیش از آنکه ساخت آن به پایان برسد چون دید به درازا خواهد انجامید، همین که قسمت‌های ضروری برای استفادهٔ استاد و طلاب آماده شد، از ملاصدرا درخواست کرد که به شیراز بیاید.
در شأن و مقام این مرکز مهم علمی و فرهنگی شیراز همین بس که در زمانی که شرط ورود طلاب به برخی از مدارس اصفهان فرانگرفتن علوم معقول بود، یکی از شرایط تدریس و تحصیل مدرسهٔ خان این بود که حتماً باید یک مدرس علوم معقول در آنجا تدریس نماید. الله وردی خان در وقفنامه تصریح کرد که اختیار تدریس را به شما واگذار می‌کنم تا اینکه شما هر درسی را که می‌خواهید در برنامهٔ دروس مدرسه قرار دهید.
درخشان‌ترین دورهٔ زندگی ملاصدرا از لحاظ سودی که به جامعه رساند و طی آن دوره کتاب‌های فراوان و ارزشمندی تألیف نمود، دوره‌ای است که او پس از بازگشت از کهک در شیراز شروع به تدریس کرد.
الله وردی خان با این اقدام خود، دانشگاهی به مفهوم واقعی آن روز بنیان گذاشت، که در آن افزون بر حکمت، فقه، ادب، نجوم، علم حساب، هندسه، زمین‌شناسی، جانورشناسی، گیاه‌شناسی و شیمی تدریس می‌شد. ملاصدرا در پناه فرهنگ دوستی و آزاداندیشی الله وردی خان گرجی تألیفات فراوانی از خود بر جای گذاشت، اما مهم‌ترین حاصل عمر وی بنیاد نهادن حکمت متعالیه بود. بدین وسیله یک گرجی مسیحی زاده به عالم تشیع خدمتی عظیم نمود.

### اقدامات عمرانی دیگر
- احداث نهری عظیم به نام نهر عباسی در شیراز جهت تأمین آب شهر در سال ۱۰۱۰ قمری[۳۳]
- هموار ساختن شکاف‌ها و گذرگاه‌های موجود در مسیر راه اصفهان – شیراز
- ساخت پل‌های عظیم در راه اصفهان – شیراز
- ساخت مسجدی بسیار زیبا از سنگ سفید با حجره‌هایی برای سکونت فقیهان و غربا در شیراز
- ساخت کاروانسرایی بسیار بزرگ و محکم در مسیر راه اصفهان – شیراز که گردشگری آن را بزرگ‌ترین و راحت‌ترین کاروانسرا می‌داند که تا آن زمان دیده و پس از آن خواهد دید.
- ساخت بازار عظیم لار که به گفتهٔ دن گارسیا: «بدون شک یکی از زیباترین و فاخرترین بناهای سراسر قارهٔ آسیاست و می‌تواند با مجلل‌ترین فروشگاه‌های اروپا برابری کند».[۲][۳۴]

## اقدامات نظامی

### تسخیر بحرین
با دور زدن دماغه امید نیک در سال ۸۹۲ قمری توسط پرتغالی‌ها، آن‌ها به سوی سرزمین‌های شرقی روانه شدند و کوشش فراوانی در تسلط بر خلیج فارس و اقیانوس هند به عمل آوردند. در سال ۹۱۲ قمری پرتغالی‌ها با رشوه و حیله به جزیره هرمز راه یافته و در آنجا دژهایی ساختند و به مرور زمان جمعی بسیار از آن‌ها در این محل ساکن شدند. آن‌ها شروع به مداخله در امور جزیره نمودند و به زودی درآنجا صاحب اقتدار شدند. پرتغالی‌ها به سرعت هرمز را به صورت مستعمره درآوردند و امیر هرمز تحت سلطه و فرمان آنان قرار گرفت. در سال ۱۰۱۰ قمری فرخشاه والی هرمز درگذشت و فرزندش فیروزشاه جانشین او شد. وزیر وی شرف الدین لطف‌الله بود که برادرش رکن الدین مسعود را حاکم بحرین کرده بود. پس از مرگ فرخشاه وی لوای استقلال برافراشت، اما چون از قدرت پرتغالی‌ها می‌ترسید، از خواجه معین الدین فالی که از نزدیکانش بود یاری طلبید. خواجه نیز موضوع را به اطلاع حاکم فارس رسانید. الله وردی خان جمعی تفنگچی را به همراهی خواجه به مدد حاکم بحرین و باطناً به تسخیر آن روانه نمود. خواجه به بحرین رفت و طی چند روز که در آنجا بود نقشهٔ تسخیر بحرین را مطالعه و پی ریزی نمود. سحرگاهی او و رئیس منصور که عموزاده اش بود با جمعی به خانهٔ رکن الدین مسعود رفته و او را همراه با ملازمانش به قتل رساندند. مردم بحرین در مقام مداخله و مقابله برآمدند. اما از بخت خوش خواجه، الله وردی خان، امیریوسف شاه برانغاری را – که در مراجعت از حج اموالش به سرقت رفته بود – همراه جماعتی جهت تفحص اموال مسروقه و معاونت خواجه معین الدین روانهٔ بحرین ساخت. آن‌ها در موقع مناسبی رسیدند و با کمک هم بحرین را مسخر نمودند. فیروزشاه والی هرمز و پرتغالیان با شنیدن خبر تسخیر بحرین درصدد استرداد آن برآمدند و محارباتی در خشکی و دریا بین طرفین روی داد که خواجه و امیریوسف کشته شدند، اما در نهایت بحرین تحت حکومت الله وردی خان ماند و والی هرمز و پرتغالیان شکست خورده و مراجعت نمودند.
خبر فتح و تسخیر بحرین هنگامی به الله وردی خان رسید که او مشغول تسخیر لار بود. پرتغالی‌ها ساکت ننشستند و فیلیپ سوم در نامهٔ خود به شاه عباس گفته بود بهتر است حاکم فارس بحرین را به شاه هرمز که باجگذار پادشاه اسپانیاست پس بدهد و از وی شکایت کرده بود که وی با پیش گرفتن روش غیر دوستانه قلعه‌های آن‌ها را اشغال کرده است.

### تسخیر لار
حکام لار خود را از نژاد گرگین میلاد کیانی می‌دانستند. بین مردم مشهور بود که کیخسرو کیانی، گرگین میلاد را به حکومت آن شهر فرستاد و چون پسر او لار نام داشت و بعدها جانشین پدر شد، شهر به نام او موسوم شد، گرگین میلاد هنگام ورود به شهر ۷ سال منتظر رسیدن ساعت سعد ماند و بعد داخل شد، و از آن زمان تا هنگام تسخیر که ۴۰۰۰ سال بود خاندان آنها در لار حکومت می‌کردند و بر اساس طلسمی ملک آنها از اسیب‌ها مصونیت داشت.
حکام لار از آغاز دورهٔ صفویه باجگذار و مطیع دولت مرکزی شدند. در زمان سلطان محمد خدابنده، نورالدهرخان حاکم آنجا درگذشت و پسرش میرزا علاءالملک ملقب به ابراهیم خان دوم بر جایش نشست. هنگامی که شاه عباس در راه دفع فتنهٔ یعقوبخان در فارس بود، ابراهیم خان جهت تهنیت جلوس شاه و اظهار اطاعت به خاطر ممانعت نزدیکانش نزد شاه عباس نرفت و شاه نیز کینهٔ وی را به دل گرفت. در سال ۱۰۰۵ قمری، الله وردی خان حاکم فارس تصمیم به انتزاع قریهٔ سعادت آباد جویم از لار نمود. پس از انتزاع، شاه عباس قرابختیار نامی را به داروغگی آنجا منصوب نمود. حاکم لار سپه سالار خود محمد عبدالله میر درگاه را جهت استرداد سعادت آباد فرستاد و به حسب اتفاق میان رعایای سعادت آباد و شوراب نارویه بر سر تقسیم آب نزاع روی داد، قرابختیار صورت واقعه را به الله وردی خان اطلاع داد و این هم بر کینهٔ شاه عباس از خاندان لار افزود.
بدسلوکی ابراهیم خان با عاملان مالیاتی و اخاذی‌هایی که از تجار و مسافران می‌نمود مزید بر علت شد، شاه عباس از الله وردی خان خواست تا وی را تأدیب نماید، اما هنگامی که الله وردی خان به نزدیکی لار رسید، ابراهیم خان از در معذرت خواهی درآمد و متعهد شد من‌بعد در استرضای خاطر شاه بکوشد. الله وردی خان بنا بر صلاح وقت به فرمان شاه عباس فسخ عزیمت نمود و برگشت، لکن ابراهیم خان روال سابق را رها نکرد و شکایات زیادی از وکلا و منسوبان وی به دربار می‌رسید.
در حدود سال ۱۰۰۹ قمری بازرگانی ونیزی به نام سانتوفونته همراه همسرش به قصد تجارت از بصره به هرمز رفت. اما بنا به دلایلی نتوانست آنجا بماند و همسرش را با برادرش و مقداری مال التجاره روانه نمود تا از کرمان و لار به بصره و از آنجا به ونیز بروند. در حوالی لار سواران ابراهیم خان آن‌ها را به اسارت گرفتند و اموال آن‌ها را غارت کردند. تاجر ونیزی به وسیلهٔ یکی از هموطنان خود قیه را به شاه عباس اطلاع داد و شاه نیز از الله وردی خان خواست تا زن و اموال مرد ونیزی را از خان لار مسترد دارد. الله وردی خان ابتدا یکی از نزدیکان خود را به نزد ابراهیم خان فرستاد. ابراهیم خان اظهار بی‌اطلاعی نمود. تاجر ونیزی دوباره به شاه شکایت نمود. شاه نیز صریحاً از الله وردی خان خواست به لار لشکرکشی نموده و ابراهیم خان را مرده یا زنده نزد او بفرستد.
الله وردی خان با سپاهی عازم لار شد، خان لار متوحش شده و اسباب و زن تاجر را پس فرستاد و زبان به پوزش خواهی گشود، ولی‌الله وردی خان تنها شرط بخشودگی وی را آمدن وی معین کرد و گفت: اگر ابراهیم خان در قول خود صادق است مناسب است بدون ترس و وحشت به نزد ما بیاید. ابراهیم خان جرأت آمدن را در خود ندید و در مقام مقابله و قلعه داری برآمد، ولی در هنگام محاصره یکی از اعیان لار به نام قاضی ابوالقاسم که از معتبران و اشراف بود با برادرش به نزد خان فارس آمد. ابراهیم خان از رفتن ایشان هراسان شد و نوشاد نامی را که سپهسالارش بود همراه تعدادی برای وساطت و طلب امان نمودن فرستاد. الله وردی خان متوجه شد که فرستادگان لار در زیر قبای خود زره پوشیده‌اند و این را حمل بر غدر و حیله ایشان نموده و دستور حبس آن‌ها را صادر کرد. رشوه دهی و تطمیع امرا و اعیان لار نیز مؤثر واقع شد و بسیاری از آن‌ها به اردوی الله وردی خان پیوستند و این باعث سستی بیشتر لاریان برای مدافعه شد.
ابراهیم خان دست از حصاری بود کشید و به قلعه‌ای رفیع پناه برد. قلعه توسط سربازان الله وردی خان در حال سقوط بود و ابراهیم خان قدرت مدافعه در خود ندید و از تمرد پشیمان شد و امان خواست. الله وردی خان وی را امان داد و او همراه جمعی از معاریف و اعیان لار به نزد الله وردی خان آمدند. الله وردی خان نیز وی را با احترام پذیرفت و به عنوان مهمان نزد خود نگاه داشت، اما تعدادی از لاریان که عاملین اصلی فتنه بودند به قتل رسیدند.
الله وردی خان حکومت لار را به قاضی ابوالقاسم سپرد و قلعهٔ رفیع و محکم لار را ویران ساخت. آن‌ها چند قطعهٔ بزرگ سیمانی از قلعه را به نشانهٔ پیروزی به یادبود باقی گذاشتند.
میرزا محمد معصوم شعری از سید محمد کمونه در تسخیر لار نقل کرده است:
| چو الله وردی به فرمان شاه |  | تهمتن صفت بر تکاور نشست    |
| به نیروی بازوی کیخسروی    |  | درآورد دارالأمان را به دست |
| چو رستم به سر پنجه پر دلی |  | گشود آنچه گرگین میلاد بست  |
| طلب کردم از عقل تاریخ آن  |  | بگفتا طلسم کیانی شکست      |

الله وردی خان با خان لار مهربانی نمود و وی را به عنوان مهمان طلقی می‌کرد. الله وردی خان در اوایل سال ۱۰۱۱ در بادغیس و هرات با قشون آراسته همراه ابراهیم خان و تحف و هدایایی که از خزاین لار به دست آورده بود به ویژه تاج مکلل مرصع مشهور به [تاج کیخسروی به اردوی شاه پیوست.
شاعری دیگر در وصف فتح لار گفته است:
| نبودی عیان گر ز سرّ نهان |  | چگونه شکستی طلسم کیان‏ |

شاعر این بیت را در مدح اللّه وردی خان سروده است و دلیل شایستگی او را «شکستن طلسم کیانی» دانسته است. جمله «طلسم کیانی شکست» در حساب حروف ابجد ۱۰۱۰ می‌شود که سال فتح لار توسط اللّه وردی خان است. از آنجایی که پادشاهان لار خود را ز سلسله کیانیان می‌دانستند، اعتقاد عموم بر این بود که طلسمی ناگشودنی در قلعه اژدها پیکر واقع در شهر لار از حکومت گرگین میلاد و بازماندگانش حمایت می‌کند؛ لذا برج و باروها و قلعه عظیم شکست پادشاه لار را غیرممکن می‌دانستند. از اینرو وقتی اللّه وردی خان لار را فتح کرد، تاریخ این رویداد را در جمله «طلسم کیانی شکست» یافتند و این جمله مشهور شد که حاکی از فتح لار توسط نیروهای صفوی است.

### تسخیر بغداد
شهر بغداد در دورهٔ صفویه بارها محل درگیری ایران و عثمانی بود و چندین بار میان دو دولت دست به دست شد. هنگامی که شاه عباس در سال ۱۰۱۲ قمری پس از تصرف تبریز عازم تصرف ایروان بود به وسیلهٔ علی‌بگ زنگنه به الله وردی خان اطلاع داد تا بغداد را تصرف نماید.
در بغداد عثمانیان مستقر در آنجا، بیگلربیگی منصوب استانبول را اخراج و اوزون احمد را به جای وی برگزیدند. اوزون احمد به سبب اختلافاتی که با سلطان عثمانی داشت بر وی یاغی شد و فردی را نزد شاه عباس برای اظهار انقیاد و شاهسونی روانه ساخت. در روز دوشنبه بیست و دوم ربیع‌الثانی الله وردی خان عازم بغداد شد و امرای کهگیلویه، شوشتر، همدان و لرستان نیز در میان راه به او پیوستند. آن‌ها تا رسیدن به بغداد قله‌های بادراه، مندنجین، حسان، بکیسا، مهربان، بلاودور و همچنین هارونیه را به تصرف درآوردند و حکامی برای آن‌ها منصوب شد. سپاه آن‌ها بعد از زیارت قبور امام موسی کاظم و امام محمد تقی نزدیک بغداد. نخست حسین خان حاکم لرستان و حسن خان حاکم همدان پیش رفتند و جنگی میان آن‌ها و عثمانیان روی داد که منجر به شکست و کشته شدن بسیاری از عثمانیان گردید. عثمانی‌ها به قلعهٔ بغداد رفته و حصاری شدند. هنگامی که الله وردی خان مشغول محاصرهٔ قلعه بود نامه‌ای از شاه عباس رسید مشعر بر اینکه اگر اوزون احمد از وعدهٔ خود پشیمان گشته و مقاومت می‌کند، مصلحت این است که محاصره را رها نموده و به شاه در تسخیر ولایات آذربایجان و شیروان و گرجستان بپیوندند. الله وردی خان نیز محاصره را رها نمود و پس از اینکه در شیراز سپاهی و اسباب جنگ را مهیا نمود، عازم یاری به شاه عباس گشت، و هنگامی که شاه در کنار قلعهٔ ایروان به جنگ و محاصره مشغول بود به اردوی او داخل شد.

### الله‌وردی خان در جنگ با ازبک‌ها
شاه عباس که به دلیل ضعف دوران حکومت پدرش، در آغاز سلطنت خود مواجه با دو دشمن در شرق و غرب بود، مصلحت دید با عثمانی صلح نماید تا بتواند در شرق حالتی تهاجمی بگیرد. او نخست در سال ۱۰۰۱ قمری با رجزخوانی عبدالمؤمن شیبانی عازم خراسان شد و الله وردی خان را با جمعی از غلامان بر سر نیشابور فرستاد، حاکم آنجا تاب مقاومت نیاورد و قلعه به تصرف الله وردی خان درآمد، اما شاه عباس به علت سردی هوا و کمبود آذوقه صلاح کار را در مراجعت به قزوین (پایتخت) دید.
در سال ۱۰۰۷ قمری پس از مرگ عبدالله‌خان دوم، شاه عباس تصمیم به یورش به خراسان گرفت. این زمان بهترین زمان برای لشکرکشی بود، زیرا دودستگی میان سلاطین ازبک به شدت دامنگیر شده بود. شاه عباس از الله وردی خان خواست تا با سپاه به وی بپیوندد. الله وردی خان نیز در محل سر پل هرات به اردوی شاه داخل شد و در جنگ رباط پریان سپاه صفوی ازبک‌ها را به سختی شکست داد. دین محمد خان نیز توسط کلول بیک گرجی به قتل رسید.

### الله‌وردی خان و ساخت توپ در ایران
ایرانیان در سال ۹۲۰ در جنگ چالدران به خاطر عدم استفاده از سلاح گرم که عثمانیان از آن سود می‌بردند، شکست خوردند. زمان مناسب برای ساخت توپ و استفاده از سلاح گرم در میدان‌های جنگ، پس از نبرد رباط پریان حاصل شد. در این سال هنگامی که شاه عباس از پیروزی بزرگ خود بر ازبکان برمی‌گشت، در قزوین هیأتی اروپایی به ریاست رابرت شرلی و آنتونی شرلی در چشم به راه باریابی بودند.
شاه عباس از این دو برادر در اصطلاح ارتش استفاده نمود. الله وردی خان یکی از اعضای هیئت را که ریخته‌گر توپ بود بدین کار و آموزش آن به دیگران واداشت و با همت و پشتکار الله وردی خان، ایران و ارتش آن بزرگ‌ترین ضعف نظامی خود را از بین برد.

### نقش الله‌وردی خان در جنگ‌های ایران و عثمانی
الله وردی خان اوندیلادزه فرمانروای فارس و سپهسالار ایران، بازوی راست شاه عباس در جنگ‌هایش با عثمانی بود. شاه عباس که بنا بر مصلحت از روی حزم و دور اندیشی با عثمانیان صلح کرده بود، پس از آسودگی از شرق ایران و دفع ازبکان، در فکر بازپس‌گیری مناطقی افتاد که به موجب صلحی مصلحتی به عثمانیان تقدیم کرده بود. از سوی دیگر عثمانیان به خاطر جنگ‌هایشان با خاندان هابسبورگ و شورش‌های جلالی در آناتولی مواجه با مشکلات فراوان بودند و از هر سو زمینه برای اقدام شاه عباس مناسب می‌نمود.
شاه عباس با استفاده از موقعیت رو به تبریز نهاد و آن را از دست علی پاشا حاکم منصوب عثمانی گرفت، هنگامی که تبریز را تسخیر کرده و عازم ایروان بود، الله وردی خان به دستور وی جهت تسخیر بغداد عازم شده بود، اما شاه عباس به هنگام محاصرهٔ ایروان از الله وردی خان خواست تا محاصرهٔ بغداد را رها نموده و به او بپیوندد. الله وردی خان بعد از تسخیر قلعهٔ ایروان وارد اردوی شاه عباس گردید.
در عثمانی پس از مرگ محمد سوم فرزند سیزده سالهٔ وی احمد بر تخت نشست. وی طی معاهده ژیتواتوروک (Zsitvatorok) با خاندان هابسبورگ صلح نمود و دست به اقدامات اصلاحی در امور نظامی و مالی زد.
پس از تسخیر قلعهٔ ایروان، شاه عباس عازم دفع احمد پاشا – که در عادلجور و اخلاط و البستان استیلا یافته بود – شد. الله وردی خان از گوگچه تنگیز تا ارجیش را سه روزه پیمود، اما احمد پاشا با اطلاع از حملهٔ وی به ناحیهٔ موش گریخت و سپاهش از هم پاشید و الله وردی خان در ۲۲ ربیع‌الاول سال ۱۰۱۳ فاتحانه مراجعت نمود.
سلطان احمد، چغال اوغلی نومسلمان جنوایی را به وزارت برگزید. وی کوشید تا بی نظمی‌ها را پایان دهد و اصلاحاتی به عمل آورد. سلطان عثمانی وی را که شجاع و دلیر بود مأمور دفع حملات ایران و استرداد مناطقی نمود که شاه عباس طی سال گذشته تصرف کرده بود. او در پایان سال ۱۰۱۳ در ناحیهٔ موش به گردآوری سپاه پرداخت. شاه عباس که در این زمان سپاه خود را مرخص ساخته بود، در جنگ مردد بود، اما امرای سپاه وی پافشاری در محاربه می‌کردند. شاه دستور داد رعایای ساکن نخجوان و ایروان را به نقاط امن داخلی ایران بکوچانند تا از دستبرد عثمانیان در امان باشند و خود رو به تبریز نهاد و درآنجا نیز دستور کوچاندن ارامنه به اصفهان را صادر نمود. شاه زمستان را در تبریز گذرانید. اقداماتی که از سوی سردار عثمانی برای مصالحه صورت گرفت نتیجه‌ای نداد. شاه عباس در صدد برآمد بر چغال اوغلی – که در وان منتظر رسیدن کمک بود، پیشدستی کند، از همین رو الله وردی خان را با همگی سپاهیانش – همراه سرداران نامدار دیگر همچون ذوالفقار خان قرامانلو حاکم آذربایجان، گنجعلی خان حاکم کرمان، حسن خان حاکم همدان و لشکری حدود سی هزار نفر – عازم وان برای محاربه با چغال اوغلی نمود. «شاه عباس پس از آن که مسافتی دراز الله وردی خان و همراهانش را بدرقه کرد هنگام وداع به الله وردی خان گفت: با آن همه تجربه و احتیاط و فداکاری و جرأتی که در تو سراغ دارم، نیازی به سفارش خاصی نیست، اما یادآور می‌شوم که این مأموریت اهمیت بسیار دارد و از همهٔ مأموریت‌هایی که تاکنون انجام داده‌ای مهم‌تر است؛ زیرا شکست یا پیروزی امپراتوری ما بسته به نتیجهٔ آن است. اگر مغلوب شوی آنچه را که در این مدت از دشمن بازگرفته‌ایم از دست خواهیم داد».
الله وردی خان و همراهانش در یکشنبهٔ آخر ماه صفر سال ۱۰۱۴ روانه شدند. آن‌ها با حزم و احتیاط، بیست روزه خود را به شهر وان رسانیدند و حملهٔ ایشان چنان ناگهانی بود که سردار ترک تنها زمانی که سپاه صفوی به یک منزلی وان رسیده بود متوجه شد. وی آن زمان بیش از پانزده هزار سرباز همراه نداشت، ناچار به قلعهٔ وان پناه برد و به قلعه داری مشغول شد. در یورش اول نزدیک و هزار تن از سپاه عثمانی هلاک شدند و تنی چند از بزرگان به اسارت درآمدند. در همان حال خبر رسید که محمد پاشا با دو هزار سوار به یاری چغال اوغلی می‌آید. الله وردی خان قرچقای خان را روانهٔ دفع وی نمود و او نیز آن‌ها را شکست داد. سپاه عثمانی شکست خورد و رو به فرار نهاد.
سپس الله وردی خان و همراهانش که دستور تعقیب را نداشتند بازگشت کردند. نوشته‌اند: «شاه عباس چون از بازآمدن وی آگاه شد با تمام سران کشور به استقبالش رفت و نسبت به او و سایر سردارانی که در آن جنگ شرکت کرده بودند مهربانی بسیار نمود». شاه عباس بعد از این پیروزی روی به سوی چالدران نهاد، محلی که جدش شاه اسماعیل از عثمانیان شکست خورده بود. چند روزی بعد ۵٬۰۰۰ سر از ترکان عثمانی که در جنگ‌های وان کشته شده بودند به نظر وی رسید.
چغال اوغلی از حمله به ایران منصرف نشده بود. وی پس از این شکست در ناحیهٔ موش در مدت چهار ماه سپاهی عظیم از ایلات و کردها گرد آورد که تعدادشان به صد هزار نفر می‌رسید. سردار عثمانی در اواخر فصل پائیز به آذربایجان روی نهاد، شاه عباس نیز پس از آگاهی از این امر پیربوداق خان حاکم تبریز را مأمور اجرای روش زمین سوخته نمود. این بار نیز شاه عباس، الله وردی خان را با جمعی از امرا و سرداران نامدار مأمور به جلوگیری از پیشروی سپاه ترک نمود.
به گفتهٔ آنتونیو دو گوا: «شاه عباس حاضر شده بود که خود نیز با الله وردی خان و سرداران دیگر در جنگ شرکت کند ولی امیرالامرایی فارس از جانب همهٔ سرداران از او خواست که شخصاً در جنگ شرکت نکند و جان خود را به خطر نیندازد، زیرا، اگر سپاه صفوی شکست یابد و شاه زنده بماند امید جبران شکست باقی خواهد بود، اما اگر خدای ناکرده اگر به شخص وی آسیبی برسد تمام امپراتوری از دست خواهد رفت و مخصوصاً اشاره کرد که چون فرماندهٔ سپاه دشمن شخص پادشاه عثمانی نیست بهتر است که او نیز در میدان جنگ نباشد و این کار را به او که مقام سپهسالاری سپاه صفوی را دارد و هم سن و سال چغال اوغلی است واگذارد. شاه از گفتهٔ وی تشکر کرد و شجاعتش را ستود و گفت که چون او را سپهسالار کرده و به او اختیارات تام داده است مانند سربازی امر او را اطاعت خواهد کرد و به هر جا که او بگوید خواهد رفت».
شاه عباس با ملاحظهٔ کثرت سپاه عثمانی کوششی جهت افزودن سپاه خود نمود و اعلام کرد هر کس از مردم و رعایای دهکده‌ها وارد سپاه شود و سر ۱ ترک را تحویل دهد معادل ۳۳ ریال جایزه خواهد گرفت و بدین وسیله پانصد تن داوطلبانه به سپاه صفوی وارد شدند.
در روز یکشنبه ۲۴ جمادی‌الثانی لشکر صفویان با لشکر عثمانیان وارد جنگ شد. شاه عباس رو به خدا کرد و گفت: «بارخدایا امروز با لشکر پر شر رومین مرا کار افتاده اکر می دانی که به جهت عجزه و مساکین و رواج مذهب حق خیرالمرسلین رومیان بهترند به ایشان توفیق بده و اگر مرا در امر مذکور بهتر می دانی توفیق مرا ده»
درجنگی که میان سپاه الله وردی خان گرجی و قوای ترک درگرفت، با رشادت سپاه صفویان، عثمانیان شکست خوردند و بسیاری از آن‌ها کشته و بسیاری نیز اسیر و بقیه رو به فرار نهادند. بر اساس آماری که مؤلف تاریخ عباسی ارائه می‌دهد، در این نبرد ۱٬۰۰۰ صفوی و تقریباً ۱۵٬۰۰۰ عثمانی کشته شدند.
در میان کشتگان و اسرای عثمانی‌ها بسیاری از سرداران بزرگ و پاشایان عثمانی به خوردند. ایرانیان پس از گریز عثمانیان لشکر غنی آن‌ها را غارت نمودند. چغال اوغلی پس از گریز از جنگ از غصه جان سپرد و سردار پیروز ایران، الله وردی خان گرجی به شیراز بازگشت تا در بهار سال آینده با لشکری مجهز به اردوی شاه عباس بپیوندد، اما مقرر شد که چهار هزار تن از ملازمان او نزد شاه عباس باقی بمانند.
شاه عباس پس از این فتح عظیم عازم تسخیر قراباغ و گنجه شد، الله وردی خان نیز سال بعد به هنگام تسخیر شماخی به اردوی شاه پیوست و شماخی را از دست احمد پاشای عثمانی گرفتند.

### اقدامات نظامی دیگر
- اجرای نقشهٔ شاه عباس در قتل مرشد قلی خان استاجلو در سال ۹۹۶
- دفع شورش شاه وردی خان حاکم قراچه داغ در سال ۱۰۰۱
- تسخیر نیشابور در سال ۱۰۰۱
- دفع شورش طایفهٔ افشار کهگیلویه در سال ۱۰۰۵
- دفع فتنهٔ شاه وردی والی کردستان در سال ۱۰۰۶[۷۵]
- اجرای نقشهٔ شاه عباس در قتل فرهادخان قرامانلو (که در جنگ با ازبکان سستی کرده بود) در سال ۱۰۰۷[۷۶]
- دفع شورش شاه حسین بختیاری در سال ۱۰۰۹[۷۷]